# Флахау (Зальцбург)
Флахау (нем. Flachau (Salzburg)) — коммуна (нем. Gemeinde) в Австрии, в федеральной земле Зальцбург.
Входит в состав округа Санкт-Йохан-Понгау. Население составляет 2625 человек (на 15 мая 2001 года). Занимает площадь 117,2 км². Официальный код — 50 408.

## Политическая ситуация
Бургомистр коммуны — Ханс Вайтгассер (АНП) по результатам выборов 2004 года.
Совет представителей коммуны (нем. Gemeinderat) состоит из 17 мест.

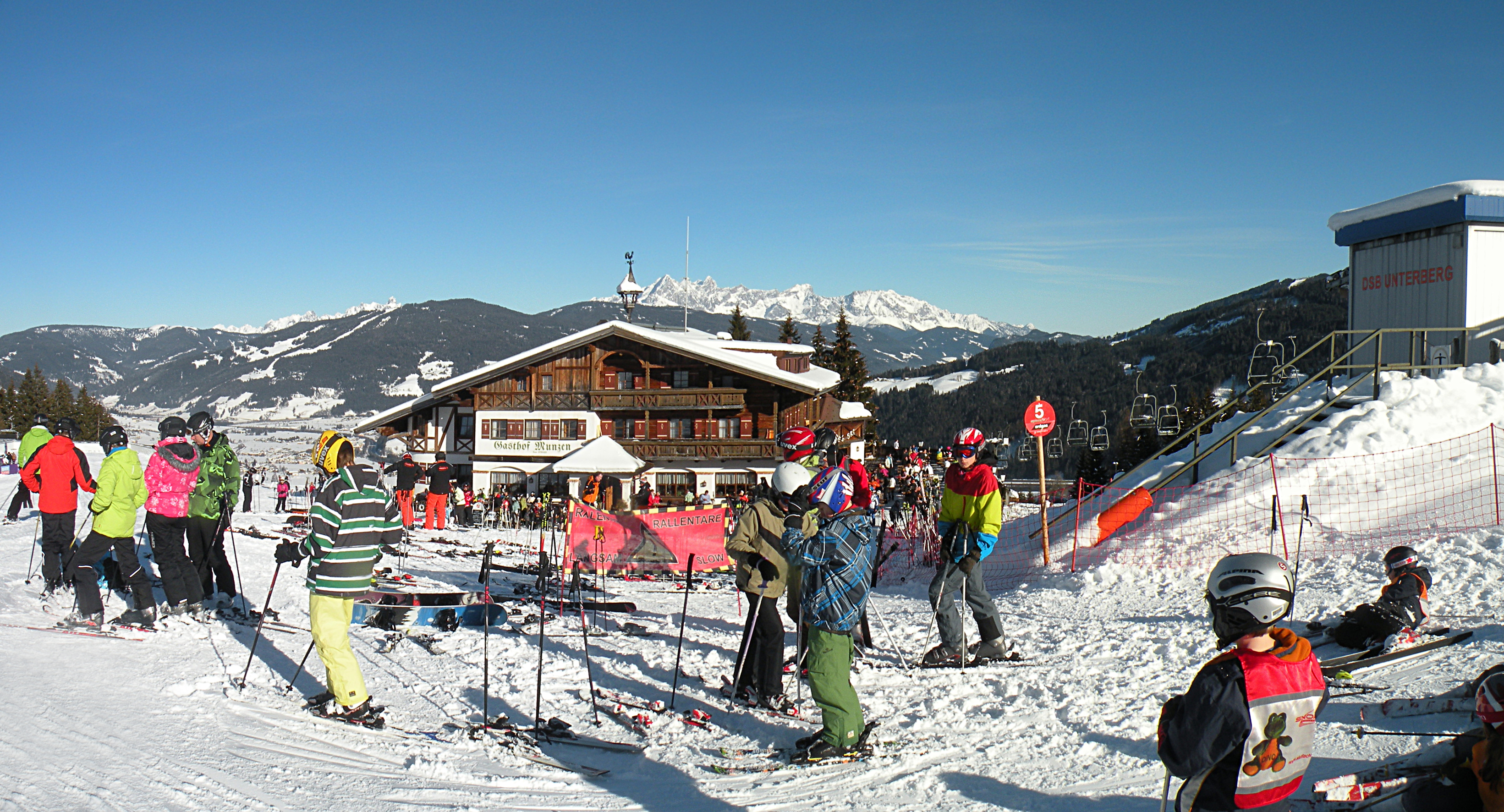
На склоне

- АНП занимает 10 мест.
- СДПА занимает 4 места.
- АПС занимает 3 места.